# While the City Sleeps (1956)
While the City Sleeps is een Amerikaanse film noir uit 1956 onder regie van Fritz Lang.

## Verhaal
Na de dood van zijn vader erft Walter Kyne een media-imperium in New York. Hij speelt de drie bestuurders van de onderneming tegen elkaar uit. Een van hen mag de uitvoerende directeur worden. Walter gebruikt daarvoor het nieuws over een seriemoordenaar.

## Rolverdeling
| Acteur              | Personage              |
| ------------------- | ---------------------- |
| Dana Andrews        | Edward Mobley          |
| Rhonda Fleming      | Dorothy Kyne           |
| George Sanders      | Mark Loving            |
| Howard Duff         | Luitenant Burt Kaufman |
| Thomas Mitchell     | John Day Griffith      |
| Vincent Price       | Walter Kyne            |
| Sally Forrest       | Nancy Liggett          |
| John Drew Barrymore | Robert Manners         |
| James Craig         | Harry Kitzer           |
| Ida Lupino          | Mildred Donner         |
| Robert Warwick      | Amos Kyne              |
| Mae Marsh           | Mevrouw Manners        |
| Ralph Peters        | Gerald Meade           |